# Santa Monica Rugby Club
Maillots
Actualités
Le Santa Monica Rugby Club est un club de rugby à XV américain créé en 1972 et évoluant en Pacific Rugby Premiership.

## Palmarès
- Champion de la Men's D1 Club Championship en 2005 et 2006.

## Effectif actuel
| - Ken Aseme - Danny Carpio - David Cohen - Pierce Cooley - Aaron Davis - Luis DelaTorre - Alan Gibbon - Danny Hill Hooker - Jeffrey Kalemani - Joe Killefer - Pat King Hooker - Mathieu Lesgourgues - Shawn Lee - Edwin Luna | - Taylor Manavian - Dave Martini - Shane Morales - Andy O'connor - Philip Osborne - Sean Pypers - Brian Regal - Alistair Ross - Kelly Serfoss - Ross Silverman - Sion Williams - Zac Winter - Andrew Wooley |